# Xuthodes
Xuthodes is een kevergeslacht uit de familie van de boktorren (Cerambycidae). De wetenschappelijke naam van het geslacht werd voor het eerst geldig gepubliceerd in 1875 door Pascoe.

## Soorten
Xuthodes omvat de volgende soorten:
- Xuthodes batesi Sharp, 1877
- Xuthodes punctipennis Pascoe, 1875